# 圣路济亚堂 (锡拉库萨)
圣路济亚堂（意大利语：Chiesa di Santa Lucia alla Badia）是一座原罗马天主教教堂，巴洛克建筑风格，位于意大利西西里锡拉库萨历史中心奥提伽岛，主教座堂广场（piazza duomo）南侧，锡拉库萨主教座堂的立面以南。原教堂建筑和毗邻的原修道院现在用于特殊展览和功能。

## 历史与建筑
15世纪中叶，该地点的一座教堂和修道院附属于一个本笃会修女院，推测是受到了西班牙伊莎贝尔女王的赞助。它应该是在圣路济亚被迫卖淫的地方建造的。关于教堂和修道院是否早于伊莎贝尔统治，缺少有关记载，有可能只是由她翻新了教堂和修道院。
1693年西西里地震摧毁了修道院和教堂。最初，立面可能朝向东西方向，俯瞰狭窄的皮切拉利街。在1695年至1703年间，建筑师卢齐亚诺·卡拉乔洛重建了现在的教堂，立面改到面向更多宗教庆典的主教座堂广场。
教堂建筑在第二次世界大战期间遭到严重破坏，20世纪进行了各种修复。中殿的瓷砖地板于1970年被更换。
在正门上方，高大的立面上装饰有锡拉库萨主保圣人圣路济亚的象征；包括柱子、剑、棕榈和王冠。两侧的壁龛，是1705年腓力五世统治期间西班牙各君主的纹章：包括莱昂（狮子）、卡斯蒂利亚（城堡）、阿拉贡（垂直条纹）、西西里（鹰和条纹），类似于奧地利的唐胡安使用的纹章。入口两侧是两个螺旋形的所罗门柱。门楣上刻着IN HONOREM/SANCTAE LUCIAE VIR.& MAR. SIRACUSANA.。
二楼有一个精致的金属阳台，与世隔绝的修女可以从那里观看广场上的游行和庆祝活动，而不会与外界交往。原来的金属阳台在二战期间拆除。曾经位于建筑顶部的金属十字架，由于不稳定而被移除。
教堂在第二次世界大战期间遭受了很大的破坏，现已重建，以匹配内部的巴洛克晚期风格。单中殿通向带穹顶的后殿。中殿天花板上的壁画（1783 年）是Deodato Guinaccia 创作的《圣路济亚的胜利》。
卡拉瓦乔的画作《圣路济亚的葬礼》最初是为位于大陆的圣路济亚小堂绘制的，曾暂时迁到这里，后来又迁到别处。
正祭台上有一幅描绘“圣路济亚殉难”的画作，也让人想起 1646年发生的一个奇迹：在饥荒时期，一大群人聚集到圣路济亚堂祈祷，一只鸽子落在主教座上，宣布载有货物的船只抵达。几个世纪以来，在五月的第一个星期日，附近修道院的修女们庆祝“圣卢西亚鹌鹑节”（Santa Lucia delle Quaglie），修女们在教堂的阳台上放出鸽子和鹌鹑。修改后的仪式改在每年12月的“圣路济亚节”期间，在主教座堂广场举行。
教堂内的其他装饰包括Licodia 的 Biagio Bianco 的灰泥（1705 年），其中一些在18世纪后期镀金。1726年，弗朗切斯科·图西奥竞标了一个银制圣物箱。右侧是朱塞佩·雷蒂的祭坛画，描绘《圣方济各保拉的奇迹》（1641 年）。
修道院包括教堂东面和南面的建筑，一直延伸到圣罗格小广场。修女们使用教堂附近的椭圆形客厅或休息室与家人会面。二楼建筑跨贞女街（Via delle Virgine），意味着街对面的建筑是修道院的一部分。